# 岭南学报
岭南学报是岭南大学發行的中文学术刊物，1929年开始发行。1952年因岭南大学解散而闭刊。期間共出12卷、35期，刊载了陈寅恪、吴宓、杨树达、王力、容庚等学者的文章。2014年，香港的岭南大学中文系复办岭南学报。2023年11月入选为CSSCI（2023-2024）来源期刊。